# Липичанская пуща
Липичанская пуща (бел. Ліпічанская пушча) — ландшафтный заказник республиканского значения в Мостовском, Дятловском и Щучинском районах Гродненской области Белоруссии.
Был создан 8 октября 2002 года постановлением Совета министров Республики Беларусь № 1387 с целью сохранения биологического и ландшафтного разнообразия в междуречье Немана и Щары. Общая площадь — 15 153 га. Располагается на левобережье Немана, в нижнем течении реки Щара, на пойме со старицами и редкими возвышенностями. Почвы — дерново-заболоченные, пойменные, дерново-подзолистые, песчаные, торфяно-болотные и другие. Леса широколиственные, еловые высоковозрастные. В заказнике отмечены 16 видов растений, 11 видов беспозвоночных животных, 1 вид ракообразных, 3 вида рыб, 18 видов птиц и 2 вида млекопитающих, занесенных в Красную книгу Белоруссии.
Во время Великой Отечественной войны в Липичанской пуще действовал партизанский отряд «Победа», а с декабря 1943 года по 12 июля 1944 года — бригада «Победа» под руководством Павла Ивановича Булака.

## Флора
Преобладают вересково-мшистые сосновые боры на водно-ледниковых и древнеалювиальных песках. Значительная часть лесного массива — черничные и кисличные ельники. Распространены производные травяные, кисличные и черничные березняки, чёрноольховник. Вдоль Немана сохранились отдельные участки пойменных дубрав.
Встречаются 754 виды высших сосудистых растений, из которых 16 в Красной книге Белоруссии: живучка пирамидальная (Ajuga pyramidalis), ирис сибирский (Iris sibirica), лилия кудреватая (Lilium martagon), шалфей луговой (Salvia pratensis) и др.

## Фауна
Фауна включает 29 видов млекопитающих, 11 — амфибий и рептилий, 30 — рыб, 136 — птиц. В Красной книге Белоруссии барсук (Meles meles), орешниковая соня (Muscardinus avellanarius), кумжа (Salmo trutta), рыбец (Vimba vimba), усач (Barbus barbus).
Здесь живут бобры (Castor fiber), выдры (Lutra lutra), можно заметить серую цапля (Ardea cinerea), лебедей (Cygnus) и многих других птиц, из рыб в реке Щаре встречаются жерех (Aspius aspius), щука (Esox lucius) и сом (Silurus glanis).